# Солсбърийска катедрала
Вижте пояснителната страница за други значения на Солсбъри.
Катедралата в Солсбъри или „Света Мария“ (на английски: Salisbury Cathedral или St. Mary's Cathedral) е централният архиепископски храм на англиканската църква в град Солсбъри в английското графство Уилтшър. Катедралата е пример на ранната английска готика т.нар. Early English. Тя притежава кула, висока 123 метра, която е най-високата църковна кула във Великобритания.

## Строителство на сегашната сграда
Предшественик на сегашната катедрала е бил вторият нормански катедрален храм от 1190 година в „Стар Сарум“ (Old Sarum). През 1219 година се взима решението за строеж на нова катедрала в „Нов Сарум“ (днес Солсбъри), с която да бъде преместен и центърът на епархията. Предшественикът е трябвало да дели място в ограничената от кралския замък крепост на един малък хълм, новата катедрала е била построена на широка „нива“, в буквалния смисъл на думата. Проектът е бил замислен от самото начало като контрапроект на пищната готическа катедрала в Линкълн.
Строежът на новата катедрала започнал през 1220 година по времето на архиепископ Ричард Пур. Заради високите подпочвени води на новото място за строеж, фундаментът на новата катедрала е вкопан само на четири фута (около 1,30 метра) в земята. Катедралата е завършена с бързите за онези дни темпове и осветена през 1258 година в присъствието на Крал Хенри III. Западната фасада е завършена изцяло през 1265 година, преддверието през 1270 година, а помещението, в което се събира катедралният съвет, т.нар. „Chapterhouse“ през 1284 година. Бързият завършек на строежа на Катедралата в Солсбъри свидетелства за единния архитектурен стил, в която тя е издържана, и я прави един от великолепните образци на ранната английска готика (Early English) в Южна Англия. Тя е единственият голям готически строеж в Англия, построен наведнъж и по един-единствен план и то в непокътната, мочурлива среда. Бързият строеж свидетелства и за богатството и влиянието с което са разполагали англиканските архиепископи от „Стар Сарум“.
Високата църковна кула с нейния импозантен връх е построена допълнително. Нейното строителство е започнато през 1310 година и завършено през 1333 година. Строителните работи дават сюжета на романа „The Spire“ на Уилям Голдингс. Готическите майстори са имали само малки познания в областта на статиката, и тя е черпена най-вече от принципа на опита и грешката. Това довело и тук до проблем с добавянето на 123-метровата кула върху вече съществуващата конструкция. Теглото на кулата – близо 6500 тона е прекалено голямо. Без допълнителни укрепващи работи и тази църковна кула е щяла да има съдбата на многото други готически църковни кули в Англия, които заради проблеми със статиката и тежестта на кулата рухват, както по-високата кула на катедралата в Линкълн. През 1668 година Кристофър Рен констатира този проблем и препоръчва допълнителната стабилизация. В Солсбъри този проблем е решен с изграждането на допълнителни укрепващи контрафорси в основата на кулата.
През 1790 година катедралата е преустроена от английския архитект Джеймс Вайт. В процеса на преустройство е премахната преградата между клеруса и светската част в централната част на църквата под църковната кула и пред апсидата с олтара, както и 100-метровата камбанария, която стояла самостоятелно встрани от същинския катедрален храм. Органът, който функционира и до днес е изграден през 1877 година от Фирмата Henry Willis & Sons.
Последната реставрация на кулата и западната фасада, както и укрепване на носещите греди е осъществена през 2000 година.

## Архитектура
Архитектурата на катедралата в Солсбъри се характеризира, за разлика от пищната и експериментална архитектура на тази в Линкълн, чрез изчистени, прости и постоянни архитектурните форми. Вътрешната дължина на катедралата в Солсбъри е 134,7 метра, а ширината 23,4 метра. Заедно с централния трансепт ширината на катедралата е 62 метра. Сводът е най-много 25,5 метра висок. Катедралата има 1900 седящи места.
Хоризонталната проекция на сградата изобразява най-добре издълженото тяло с неговите два перпендикулярно разположени трансепта. Издълженото тяло на катедралата се отличава е типична трикорабна, а двата трансепта са двукорабни.
Катедралата е строена по оста изток-запад, като при западната част се намира централния вход с изпълнена с изящни скулптури и великолепни орнаменти фасада. Храмът има типичните за готиката скелетообразни и кръстовидни сводове. Презвитериумът се намира между двата трансепта, като неговия завършек на изток е нетипично правоъгълен, но с типичния за английската готика параклис на „Света Дева Мария“ (анг. Lady chapel).
Централният кораб (неф) е точно толкова висок, колкото широк. Неговата ясна структура е в резултат на цветовия контраст който е постигнат чрез полираните черни колони от Purbeck-Мрамор с местния бял варовик, т.нар. Chilmark stone. Броят на колоните и полуколоните в цялата катедрала е 8760 и символизира всеки час в годината. Броят на прозорците 365 също е символичен и представлява един прозорец за всеки ден в годината.

## Кулата
Централната кула на катедралата е 123 метра висока, което я прави катедралата с най-висока кула в Англия. Кулата е пристроена през 1315 година към централния кораб на катедралата. По време на надстрояването на високата кула не са били взети предвид промяната на статиката на носещите греди, поради което катедралата е заплашена все още от срутване. Това е и причината, поради която върхът на кулата е наклонен с повече от 70 cm. В квадратурата на кулата може да забележат изкривените от тежестта на кулата носещи греди и колони, които се укрепват периодично и в наши дни.
Часовникът в кулата отмерва времето повече от 500 години без прекъсване. Това е най-старата функционираща часовникова кула на църква във Великобритания.

## Библиотека иМагна харта
Библиотеката на катедралата е пристроена през 1445 година при източната част на нартекса. В нея е запазен и един от четирите съществуващи екземпляри на „Великата харта на свободите“ (Магна харта). Това е акт, подписан от английския крал Джон Безземни на 15 юни 1215 година. С него се гарантират и защитават правата и интересите на феодалната аристокрация, бароните и гражданите от действията на представителите на кралската власт. Това е първият документ в английската история, който ограничава кралската власт.
По своята същност хартата представлява договор на краля със свободните съсловия (църквата, бароните и търговците.) и гарантира съблюдаването на определени техни права и привилегии. Великата харта била почти забравена през 15 и 16 век, но изиграла значителна роля в английската революция, когато е използвана от парламентарната опозиция, за да обоснове правото си да се контролира действията на краля. Екземплярът се съхранява от 1215 година и е в най-добро състояние. Освен него до наши дни са стигнали още три копия: две в Британската библиотека и едно в катедралата в град Линкълн.

## Снимки
- Западната Фасада на катедралата
- Олтарът на катедралата
- Вътрешният двор към т.нар. „Chapterhouse“
- Макет на втората катедрала в Стар Сарум
- Останките на катедралата в Стар Сарум
- Изглед откъм р. Надер
- Катедралата „Солсбъри“, изглед от градините на архиепископа